# Teller (virksomhed)
 For alternative betydninger, se Teller. (Se også artikler, som begynder med Teller)
Teller var et datterselskab til Nets der i 2017 fusionerede med Nets Denmark A/S. Teller var formidler af betalinger af internationale betalingskort ved internethandel, ligesom Nets der også indløste dankort betalinger online og i butikker. Teller var oprindelig en fusion mellem Teller AS i Norge og PBS International A/S i Danmark. Teller var et datterselskab af Nets koncernen, som er en fusion mellem danske PBS Holding AS og norske Nordito AS (bl.a. omfattende BBS AS (BetalingsSentral AS).

## Historie
PBS Holding A/S blev grundlagt i 1968 og kom i de følgende årtier til at spille en central rolle i forhold til elektroniske betalingsløsninger og tilknyttede services på det danske marked.
I 1983 blev Dankortet introduceret af PBS, og det var et stort gennembrud for betalingskort i Danmark.
Senere kom PBS International, der sørgede for indløsning af internationale betalingskort. I en årrække var PBS International A/S et selvstændigt selskab, men i 2006 blev de igen opkøbt af PBS. Efter kort tid fik PBS kontorer i både Oslo og Stockholm og udvidede derefter indløsningsområdet til at omfatte hele Norden.
I efteråret 2007 besluttede bestyrelserne i Teller og Bankenes Betalingssentral AS at etablere et fælles holdingselskab, Nordito AS med Teller og BBS som søsterselskaber. Holdingselskabet blev etableret for at sikre en langsigtet platform for tilvækst og videreudvikling af Teller og BBS.
I 1977 blev Teller AS grundlagt som Visa Norge. De har siden været en større bidragsyder på det norske marked, når det gælder internationale betalingskort. I 2003 tog Visa Norge navneskifte til Teller, og de kunne på samme tid tilføje MasterCard til deres produktportefølje. Tre år senere i 2006 kunne endnu et betalingskort skrives på listen, da Teller tilkøbte sig rettigheder til American Express. Året efter i 2007 overtog Nordito ejerskabet af Teller.
Tilbage i 1972 fusionerede Kreditkortet Bankkort med Bankgirosentralen, og de to selskaber blev til BBS. BBS brugte de næste årtier på at opbygge en stærk position i Norge. I 2005 opkøbte BBS Ingenico AB (Sverige), BBS Manison (Finland) og Sagem Denmark og styrkede således sin position i resten af Norden. Med opkøbet af LD Betalingssystemer styrkedes positionen på det danske marked yderligere.
Mandag d. 24. marts 2014 blev Nets-koncernen solgt med alle sine underselskaber og 100 % af aktiekapitalen for 17 milliarder kroner. Køberne var de to amerikanske kapitalfonde, Advent International og Bain Capital, samt det danske selskab ATP. Salget skal godkendes af de danske myndigheder, og det forventes afsluttet i andet kvartal af 2014.
D.13. december 2017 blev virksomhederne Teller og Kortaccept i Norden fusioneret med Nets Denmark A/S for at skabe en mere simpel og samlet virksomhedsstruktur med færre separate varemærker. Herefter er Teller og Kortaccept inkluderet i Nets-familien. 
D.23.september 2019 Konkurrenceankenævnet stadfæstede Konkurrencerådets afgørelse om at Betalingskortindløseren Teller (nu Nets) misbrugte sin dominerende stilling i perioden 2012-2016. Konkurrencerådet vil herefter anmelde sagen til politiet. Konkurrencerådet har desuden besluttet, at sagen skal anmeldes til Statsadvokaten for Særlig Økonomisk og International Kriminalitet (SØIK).